# Sida albiflora
Sida albiflora là một loài thực vật có hoa trong họ Cẩm quỳ. Loài này được (Chodat & Hassl.) Krapov. mô tả khoa học đầu tiên năm 2007.